# Waquoit Bay

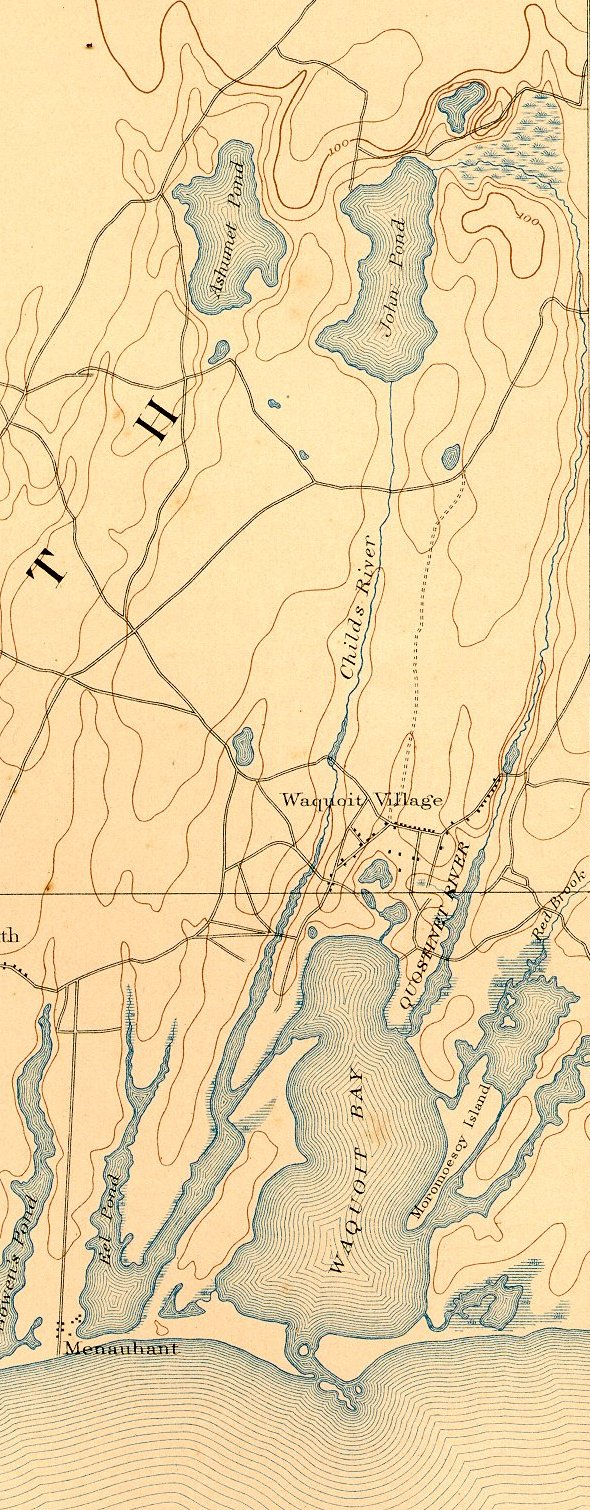
Waquoit Bay e dintorni

Waquoit Bay è una piccola baia senza sbocco sul mare, alimentata dalla marea, situata sulla costa meridionale di Cape Cod, nello stato americano del Massachusetts. La baia è legata a Nantucket Sound, e divide le città di Mashpee e Falmouth. 
All'inizio degli anni sessanta il ricercatore norvegese Johannes Kr. Tornöe ipotizzò che la stretta baia potesse essere il luogo in cui sorse Leifsbudir, prima colonia norrena del Vinland.